# サンライズ (解体屋)
株式会社サンライズ（サンライズ）（英: SUNRISE,Inc.）は、解体請負事業と農地転用事業を営む神奈川県横浜市都筑区の企業。2007年に設立。

## 主な事業
- 解体請負事業
- 農地転用事業

## 沿革
- 2007年
  - 2月 - 酒井一謹[2]が株式会社サンライズを設立し、解体請負事業を開始。
- 2010年
  - 7月 - 農地転用サービスを開始。

- 2023年
  - 6月 - 解体前のバーチャル撮影サービスを開始。

## 本社およびサテライト所在地

### 本店
〒224-0001 神奈川県横浜市都筑区中川 ３丁目２２−４

### サテライト

#### 溝の口サテライト
〒216-0022 神奈川県川崎市宮前区平 １丁目１６−２

#### 世田谷サテライト
〒153-0052 東京都目黒区祐天寺１丁目−２４−１２

## 役員構成
- 代表取締役社長：酒井 一謹[6]
- 代表取締役：酒井 敬二[7]
- 取締役：平本 義一

## 出演

### ラジオ
- 「Boys,be ambitious」（2016年06月29日、エフエムむさしの）[8]

### セミナー
- 元請解体工事ビジネス｜船井総合研究所（2023年02月07日、船井総合研究所）[9]

### インタビュー
- 「解体業に新たな日の出を」クレームゼロと信頼を築くサンライズの挑戦（2025年02月12日、株式会社GENBABOXX）[10]

- 建設業界の「人材」の現状と課題（2024年07月29日、BRAINS）[11]

- 終わりを新たな一歩に解体工事の常識を覆す（2024年07月29日、Ｂ-plus）[12]